# メタル・トルネード
『メタル・トルネード』（原題: Metal Tornado）は、カナダの映画作品。

## キャスト
| 役名                   | 俳優                             | 日本語吹替     |
| ---------------------- | -------------------------------- | -------------- |
| マイケル・エドワーズ   | ルー・ダイアモンド・フィリップス | てらそままさき |
| レベッカ               | ニコール・デ・ボア               | 幸田夏穂       |
| ジョナサン・ケイン     | グレッグ・エヴィガン             | 石井康嗣       |
| ニック・エドワーズ     | スティーヴン・マクドナルド       | 林勇           |
| シェーン               | ジョン・マクラレン               |                |
| リサ                   | シンシア・バーク                 |                |
| アリサ・ウィンターズ   | ソフィ・ジャンドロン             |                |
| メリッサ               | カミーユ・ソラーリ               |                |
| グレッグ               | フランク・スコーピオン           | 江川央生       |
| ジョー・ライリー保安官 | ショーン・タッカー               | 大羽武士       |

- その他の声の吹き替え：入江崇史／三上哲／うえだ星子／山下結穂／上田真紗子／西尾将／桜井ひとみ